# استعمار

خريطة تبين امتداد الدول التي استعمرت أراضي دول أخرى من 1492 حتى 1974.

الاستعمار مصطلح أطلق على السياسة التوسعية التي اتبعتها الدول الأوربية بعد انتهاء الحرب العالمية الثانية وقد تنتج عن السياسة التوسعية الدينية والثقافية التي سعى له الأوروبين إلى التحكم بمصير الأمم واستغلال خيراتها لصالحهم.

## أنواع الاستعمار
1. النوع الأول: الاستعمار القديم أو الحركة الاستيطانية التي قامت بها أوروبا منذ بداية العصور الحديثة حين اندفعت بعض الدول الأوربية في القرن السادس عشر للغزو والاستعمار في قارات آسيا وأفريقيا والعالم الجديد (الأمريكيتين وأستراليا) وقد ظهر هذا النوع من الاستعمار نتيجة لانفتاح أوروبا على العالم الخارجي وحب المغامرة والاستكشاف والبحث عن الثروة والذهب ومحاولة تخلص البعض من الاضطهاد الطائفي والسياسي في أوروبا.
2. النوع الثاني: الاستعمار الحديث وقد ظهر هذا الاستعمار بعد قيام الثورة الصناعية في أوروبا في القرن التاسع عشر، حيث بدأت هذه الدول تبحث عن الأسواق لتصريف منتجاتها وكذلك البحث عن المواد الأولية المتوفرة في آسيا وأفريقيا ولاستثمار رؤوس الأموال الأوربية الفائضة.

## التاريخ
ترتبط ظاهرة الاستعمار بالنهضة الأوروبية وعصر الاستكشاف وتعزز السلطات المركزية في كل من البرتغال، إسبانيا، بريطانيا، فرنسا وبعض الممالك الإيطالية، حيث شهدت أوروبا في نهاية القرون الوسطى تطورات تكنولوجية سريعة، خاصة في مجال الملاحة، وحيث تمكنت السلطات المركزية الأكثر استقرارًا من تمويل مشاريع طموحة تشمل إرسال بعثات من الملّاحين والجنود والمستوطنين إلى مواقع بعيدة عن بلادهم الأصلية.
يعتبر معظم المؤرخين تأسيس المستعمرة البرتغالية في سبتة عام 1415 نقطة البداية لظاهرة الاستعمار. وبغض النظر عن الحملات الصليبية، كان احتلال سبتة من قبل الجيوش البرتغالية وتأسيس المستعمرة فيها أول عملية لتوسيع سيطرة دولة أوروبية خارج القارة الأوروبية. خلال القرن الخامس عشر، أيام الأمير إنريكيه الملاح، الملك أفونسو الخامس والملك مانويل الأول. شنت البرتغال حملات استكشافية بحرية، وتمكن ملاحوها عام 1434 من عبور رأس بوجادور (اليوم في الصحراء الغربية) الذي اعتبره الأوروبيون نقطة غير قابلة للاجتياز. وأقامت البرتغال في تلك الفترة محطات تجارية، بما في ذلك محطات التجارة بالعبيد، على الشواطئ الأفريقية الغربية بدعم الفاتيكان الذي منحها الأولوية من بين الدول الكاثوليكية في السيطرة على المواقع المعثورة عليها جنوبي رأس بوجادور. عام 1498 وصل البرتغاليون إلى رأس الرجاء الصالح وفي عام 1497 وصلوا إلى شرقي أفريقيا.
في نهاية القرن الخامس عشر انضمت إسبانيا إلى موجة الجولات الاستكشافية والاستعمار حيث قرر ملوك الكاثوليك مراعاة محاولة الرحالة الإيطالي كريستوفر كولومبوس اجتياز المحيط الأطلسي. وكانت نتيجة هذه المحاولة اكتشاف الجزر الكاريبية غربي القارة الأمريكية وإقامة «إسبانيا الجديدة»، منطقة في أمريكا سيطر عليها نائب ملك إسبانيا، عام 1525.

## مفهوم الاستعمار
الاستعمار هو ظاهرة تهدف إلى سيطرة دولة قوية على دولة ضعيفة وبسط نفوذها من أجل استغلال خيراتها في المجالات الاقتصادية والاجتماعية والثقافية، وهي بالتالي نهب وسلب لمعظم ثروات البلاد المستعمرة، فضلًا عن تحطيم كرامة شعوب تلك البلاد وتدمير تراثها الحضاري والثقافي، وفرض ثقافة الاستعمار على أنها الثقافة الوحيدة القادرة على نقل البلاد المستعمرة إلى مرحلة الحضارة.
الاستعمار إخضاع جماعة من الناس لحكم أجنبي، ويسمى سكان البلاد المستعمَرين، وتسمى الأراضي الواقعة تحت الاحتلال؛ البلاد المستعمَرة. ومعظم المستعمرات مفصولة عن الدولة المستعمِرة ببحار ومحيطات. وغالبًا ما ترسل الدولة الأجنبية سكانًا للعيش في المستعمَرات وحكمها واستغلالها مصادر للثروة. وهذا ما يجعل حكام المستعمَرات منفصلين عرقيًا عن المحكومين.

## الأهداف السياسية من الاستعمار
وتتمثل الأهداف السياسية في تحسين مركز الدولة الاستعمارية في التنافس على المراكز المتقدمة على سلم القوى الدولي، إذ إن تحسن المركز الدولي للدولة يوسع دائرة نفوذها في المجتمع الدولي والمحلي، ويجعلها أكثر قدرة على التحكم في القرارت الدولية وتوجيهها لصالحها، ويمكن اعتبار مؤتمر برلين عام (1884م) مؤشرًا على ذلك، فقد عُقد هذا المؤتمر بسبب الصراع بين الدول الاستعمارية على مناطق النفوذ.
ويفسر العالم الأمريكي هانز مورغنثاو الإمبريالية بأنها "سياسة تستهدف قلب الوضع القائم والقيام بمراجعة علاقات القوى بين دولتين أو أكثر من أجل تحقيق تفوق محلي أو إقامة إمبراطورية قارية أو تحقيق هيمنة عالمية ويرى أن الدول كالأفراد لديها "شهوة القوة" أي الرغبة في تحسين وضعها باستمرار، من غير الاقتناع بالوضع القائم.
ولكي تتمكن الدولة الاستعمارية من تعزيز مركزها الدولي في إطار هذا التنافس، لا بد لها من زيادة مواردها، وهو أمر يستدعي البحث عن موارد خارج حدودها، فقامت هذه الدول بالإجراءات الآتية:
تمويل بعثات الاستكشافات الجغرافية التي تستهدف البحث عن مناطق غنية بالموارد أو يمكن الاستثمار فيها، ومن أمثلة ذلك تمويل رحلة فاسكو دي غاما البرتغالي الذي اكتشف الطريق إلى الهند عن طريق رأس الرجاء الصالح في رحلته التي دامت من (1497 - 1498م)، وتمويل الإسبان لبعثة كريستوفر كولومبوس الذي اكتشف السواحل الأمريكية (البهاما) عام (1492م). وتمويل بعثة ماجلان الذي وصل إلى سواحل أمريكا الجنوبية عام (1519م)، وعبر الباسيفيكي (الهادي) إلى الفلبين حيث قتل هناك، كما تعرضت القارة الأفريقية إلى حملات استكشافية في القرن الخامس عشر الميلادي، لا سيما المناطق الساحلية، وتواصلت هذه الحملات إلى القارة الأفريقية حتى القرن التاسع عشر من البعثات البريطانية والفرنسية والألمانية.
الاحتلال العسكري المباشر للمناطق الغنية بالموارد، وإرسال موجات من المستوطنين في بعض الأحيان إلى المناطق التي تمت السيطرة عليها.
ومن أمثلة الاحتلال العسكري المباشر: الاحتلال البريطاني لعدن عام (1839م)، ولمصر عام (1882م)، ولنيجيريا ابتداء من عام (1861م)، والاحتلال الفرنسي للجزائر عام (1830م)، ولفيتنام عام (1858م)،
أما المناطق التي عرفت استعمارًا استيطانيًا فمن أمثلتها: الاستيطان الصهيوني في فلسطين، والاستيطان الهولندي في جنوب أفريقيا منذ عام (1652م)، والاستيطان البريطاني فيها منذ (1823م).
السيطرة على المواقع: يستدعي تعزيز المركز الدولي للدولة الاستعمارية سيطرتها على المواقع التي تمثل مراكز، يمكن منها السيطرة على طرق المواصلات أو التحكم بمنابع بعض الأنهر أو مجاريها، أو منع تشكيل أحلاف متصلة جغرافيا مع بعضها.

## الأهداف الاقتصادية
الحصول على المواد الخام: أدت الثورة الصناعية التي عرفتها أوروبا في أواخر القرن الثامن عشر وأوائل القرن التاسع عشر إلى حاجة الدول الأوروبية إلى المواد الخام التي اعتمدت عليها الصناعات الجديدة.
ولسد حاجة مصانع الدول كافة من المواد الخام، اندفعت الدول الأوروبية تبحث عن هذه المواد في أرجاء العالم (كالقطن من مصر، والماس والذهب من جنوب أفريقيا والأراضي الزراعية في الشمال الأفريقي، إلخ).

## الأهداف الثقافية
ويتلخص الهدف الثقافي للدولة الاستعمارية في إعادة تشكيل المنظومة الثقافية لمجتمع المستعمرات، لجعله أكثر ارتباطًا بالدولة المستعمرة.
عند إلقاء نظرة على الخريطة اللغوية للعالم، نجد أن لغة المستعمر تحل مكان اللغة المحلية في البلدان المستعمرة؛ فأغلب المستعمرات الإسبانية في أمريكا اللاتينية تستخدم اللغة الأسبانية لغة رسمية، وتعد الإنجليزية اللغة الرسمية لعدد من المستعمرات البريطانية مثل: الهند ونيجيريا وجنوب أفريقيا، كما تعد الفرنسية اللغة الرسمية في المستعمرات الفرنسية مثل تشاد ومالي والسنغال، وتعد اللغة البرتغالية لغة موزمبيق الرسمية بوصفها مستعمرة برتغالية سابقة.
وإذا طبقنا ذلك على اللغة الثانية في عدد من الدول، فسنجد أنها لغة المستعمر، كما هو حال الإنجليزية في العراق ومصر والأردن، والفرنسية في دول المغرب العربي، وهو أمر ينسجم مع ما قاله العالم تريتشكا من: أن اللغة هي أساس التجارة المزدهرة، إذ إن الأمة لا تفقد مستعمراتها المرتبطة بها باللغة والثقافة حتى لو انقطعت الرابطة السياسية.

## الأهداف الدينية
ارتبط عدد من الحملات الاستعمارية بوجود بعثات وارساليات تبشيرية دينية، وقد نجح عدد منها في تنصير قطاعات من سكان المستعمرات، وكان أبرز حالات النجاح في هذا المجال في الدول الإفريقية مثل جنوب السودان وجنوب نيجيريا.

## الأهداف السكانية (الديموغرافية)
لتخفيف الضغط السكاني عندها بالسيطرة على أقاليم معينة ونقل الفائض السكاني إليها، وهو ما اعتمدته ألمانيا وإيطاليا واليابان في الحربين العالميتين، ولذا فإن من حق الدول الاستعمارية أن تنمو على حساب المناطق التي فيها أماكن للفائض السكاني، وقد قامت في أوروبا عند اشتداد البطالة في القرن التاسع عشر مدرسة الإصلاح الاستعماري التي دعت لتحويل الفائض السكاني إلى المستعمرات واستخدامهم في الزراعة، وكان في بريطانيا في هذه الفترة (103) جمعيات لهذا الغرض. لا شك ان المناطق التي اتخذها الاستعمار الأوروبي هدفاً له كانت على درجة كبيرة من الضعف والتأخر الاقتصادي والسياسي والعسكري والعلمي، وكان هذا دافعاً قوياً للدول على التوسع.
الاستعمارية لاتخاذ مجموعة من الذرائع لتسويغ مسلكها الاستعماري، إذ تحاول إخفاء الدوافع الحقيقة للاستعمار، ولكنها في معظم الأحيان ليست إلا ستاراً للأسباب الأصلية.